# Victor Backman (fotbollsspelare)
Bengt Martin Victor Backman, född 16 mars 2001, är en svensk fotbollsspelare som spelar för Örebro SK.

## Klubblagskarriär
Victor Backmans moderklubb är Köping FF. Redan som 15-åring A-lagsdebuterade han i utbrytarklubben MD FF Köping i Division 3.
I samband med gymnasievalet 2017 lämnade Backman moderklubben för spel i allsvenska Kalmar FF, efter att ha valt mellan flera allsvenska klubbar och även provspelat med holländska AZ. Efter några i ungdomslaget skrev Backman i september 2020 på sitt första A-lagskontrakt med Kalmar FF.
Backman debuterade i Allsvenskan den 18 april 2021. I 1-0-segern mot Degerfors IF i säsongens andra omgång gjorde han ett inhopp med dryga kvarten kvar att spela.
Den 13 december 2022 meddelade Superettan-klubben Örebro SK att Backman skrivit ett flerårigt avtal med klubben.

## Landslagskarriär
När P01-landslaget samlades för sina första landskamper sommaren 2016 var Backman en del av 18-mannatruppen. Knappt två år senare var Victor Backman en del av den svenska truppen i U17-EM 2018. Efter att ha fått speltid i tre av sex kvalmatcher blev Backman dock utan speltid i U17-EM, där Sverige till slut åkte ut mot Italien i kvartsfinalen.

## Statistik
| Klubb              | Säsong             | Liga                       | Liga    | Liga | Nationell cup | Nationell cup | Totalt  | Totalt |
| Klubb              | Säsong             | Division                   | Matcher | Mål  | Matcher       | Mål           | Matcher | Mål    |
| ------------------ | ------------------ | -------------------------- | ------- | ---- | ------------- | ------------- | ------- | ------ |
| MD FF Köping       | 2016               | Division 3 Västra Svealand | 2       | 0    | —             | —             | 2       | 0      |
| Köping FF          | 2017               | Division 3 Västra Svealand | 11      | 3    | —             | —             | 11      | 3      |
| Kalmar FF          | 2021               | Allsvenskan                | 13      | 0    | 2             | 1             | 15      | 1      |
| Kalmar FF          | 2022               | Allsvenskan                | 10      | 0    | 2             | 1             | 12      | 1      |
| Kalmar FF          | Totalt             | Totalt                     | 23      | 0    | 4             | 2             | 27      | 2      |
| Örebro SK          | 2023               | Superettan                 | 0       | 0    | 0             | 0             | 0       | 0      |
| Totalt i karriären | Totalt i karriären | Totalt i karriären         | 36      | 3    | 4             | 2             | 40      | 5      |